# Kernkraftwerk Unterweser

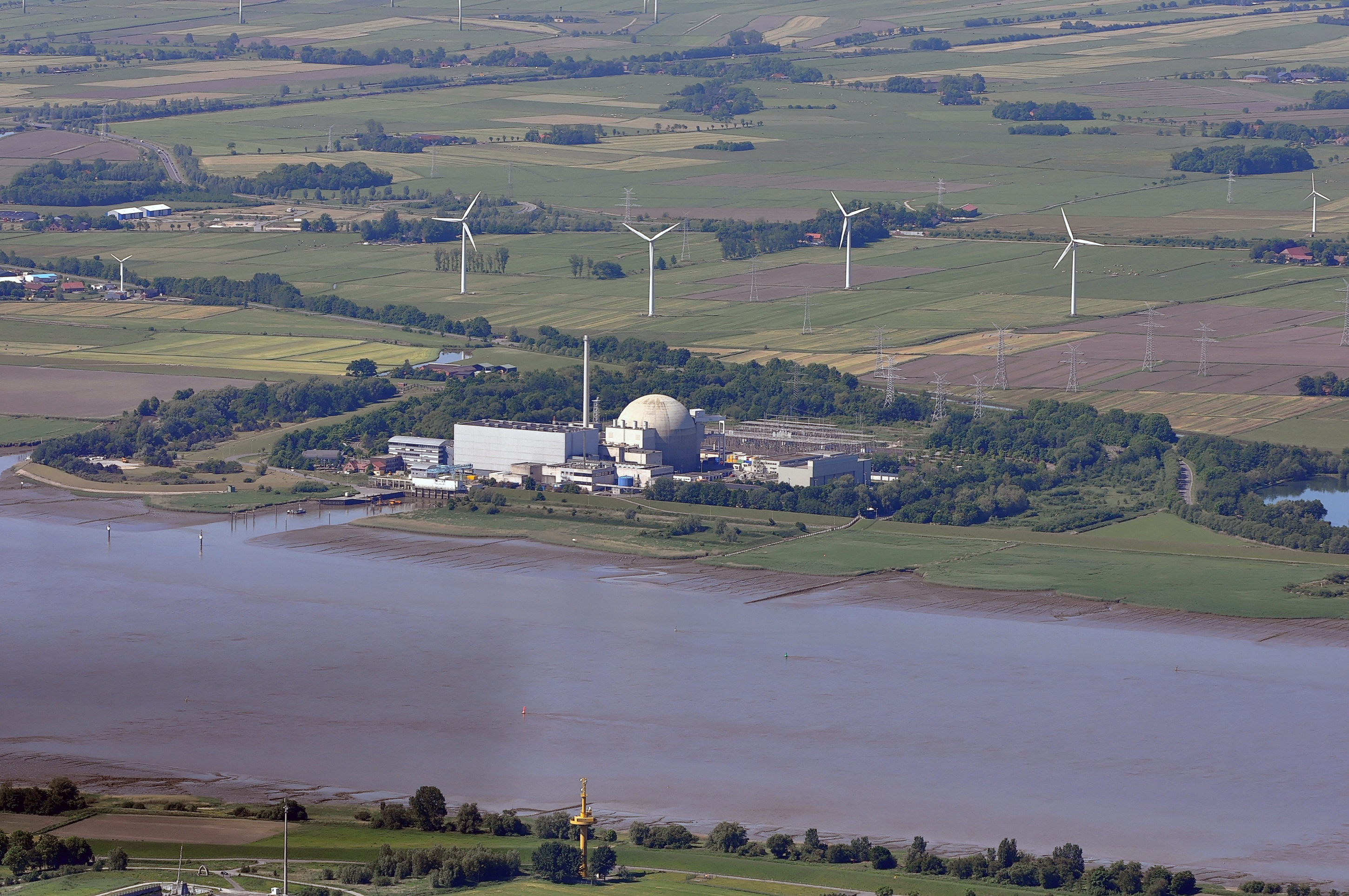
Luftaufnahme des Kraftwerks inmitten der Wesermarsch

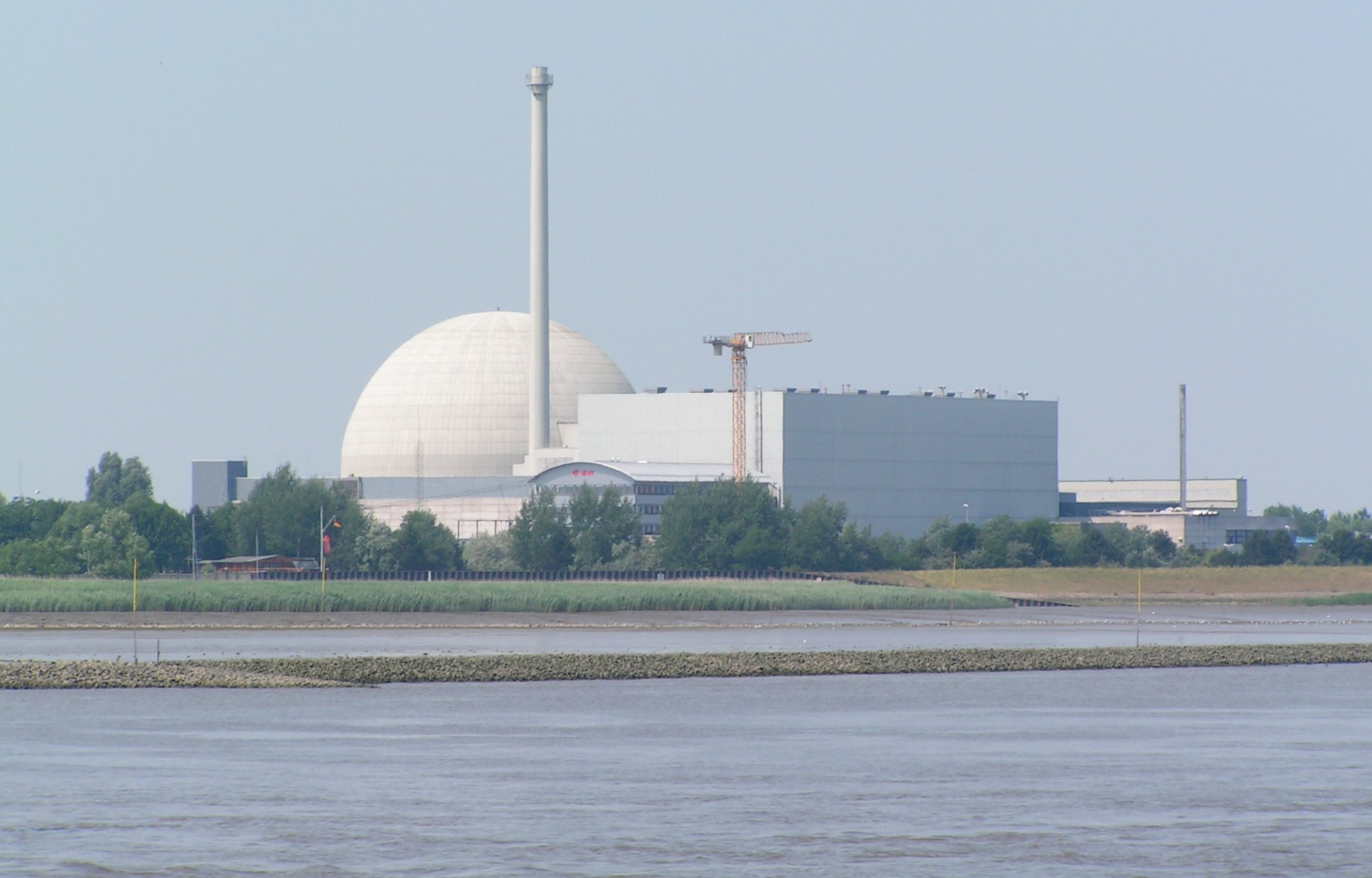
Das Kraftwerk von der Weser gesehen

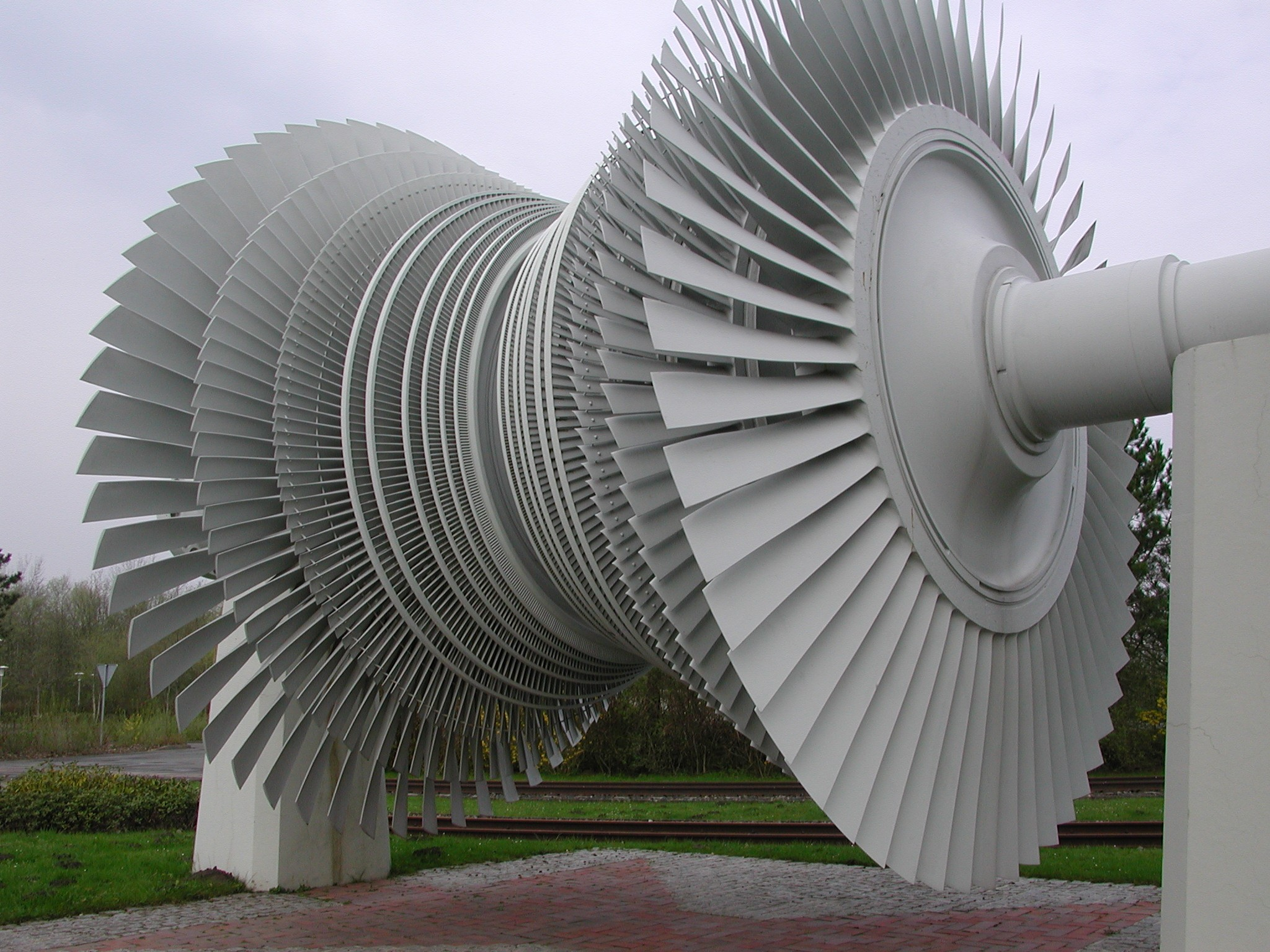
Ausgedienter Niederdruck-Turbinenläufer vor dem Kraftwerk

Das gegenwärtig im sogenannten „Restbetrieb“ befindliche Kernkraftwerk Unterweser (KKU – auch bekannt als Kernkraftwerk Kleinensiel und Kernkraftwerk Esenshamm) nahe Rodenkirchen und Kleinensiel, Gemeinde Stadland im niedersächsischen Landkreis Wesermarsch ging am 29. September 1978 das erste Mal mit einer Nennleistung von 1.410 MW ans Netz. Am 18. März 2011 um 3:33 Uhr wurde es als Konsequenz der Nuklearkatastrophe von Fukushima zunächst vorübergehend vom Netz genommen (siehe Atom-Moratorium) und gut zwei Monate später im Zuge der Energiewende schließlich endgültig abgeschaltet.

## Geschichte
Der Druckwasserreaktor wurde von 1972 bis 1978 von Siemens/KWU gebaut und ging am 29. September 1978 ans Netz. Der Reaktor wurde am 16. September 1978 erstmals kritisch. Bei der Inbetriebnahme war der Reaktor der leistungsstärkste der Welt. Betreiber des KKU war damals NWK, später PreussenElektra.
Im Kernreaktor des Kernkraftwerks befanden sich 193 Brennelemente. Das KKU hat eine elektrische Leistung von 1410 MW (Nettoleistung 1345 MW + 65 MW Eigenbedarf).
Bis zu seiner Abschaltung im März 2011 hielt das Kernkraftwerk Unterweser den Weltrekord in der erzeugten Strommenge. 305 Mrd. kWh Strom hatte keine andere Einzelblockanlage auf der Welt bis zu diesem Zeitpunkt jemals erzeugt.
Es wird von der PreussenElektra GmbH betrieben. Die endgültige Abschaltung des KKU war im Atomkonsens der rot-grünen Bundesregierung unter Gerhard Schröder auf die Einspeisung der 311 Milliardensten Kilowattstunde festgelegt. Das entspricht näherungsweise einer endgültigen Stilllegung im Jahr 2011, laut E.ON im Jahr 2012. Nach der im Herbst 2010 beschlossenen Laufzeitverlängerung der CDU-Regierung unter Angela Merkel sollte das Kernkraftwerk bis 2020 laufen.
Infolge der Debatte um die Nuklearkatastrophe von Fukushima wurde das Kernkraftwerk Unterweser nach der Entscheidung der Bundesregierung im März 2011, für ältere Kraftwerke ein dreimonatiges Atom-Moratorium durchzuführen, am Freitag den 18. März 2011 um 3:33 Uhr nach dem Herunterfahren vom Netz genommen. Der Betreiber E.ON Kernkraft GmbH war zuvor von der Niedersächsischen Landesregierung dazu angewiesen worden.
Ende Mai 2011 wurde von den Umweltministern der Länder und des Bundes beschlossen, das Kernkraftwerk Unterweser dauerhaft stillzulegen.
Der Betreiberkonzern E.ON teilte am 9. Juni 2011 mit, dass das Kernkraftwerk auch ohne ausdrückliche Verfügung seitens der Bundesregierung nicht wieder in Betrieb gehen wird. Das Besucherzentrum ist zu Beginn des Jahres 2013 geschlossen worden. Seitdem wird das Gebäude für interne Zwecke wie Schulungen und Besprechungen genutzt.

## Sicherheit
Eine besondere Gefahr bestand in der Möglichkeit eines Anschlags oder eines Flugzeugabsturzes. Die Kuppel besteht aus 80 cm dickem Stahlbeton. Sie wurde auf den Absturz eines Starfighters ausgelegt; dies war das Referenz-Szenario für die Stärke der Betonkuppel in den 1970er-Jahren. Zum Vergleich: Im Kernkraftwerk Brokdorf (Projektbeginn 1975) baute man eine zwei Meter dicke Betonkuppel. Laut einem TÜV-Gutachten von 1990 hielte die Betonkuppel dem Absturz eines zehn Tonnen schweren Flugzeugs stand. Nach einer Studie der Gesellschaft für Anlagen- und Reaktorsicherheit wäre bei Aufprall eines schwereren Körpers mit einer großflächigen Zerstörung des Reaktorgebäudes zu rechnen. Ein Kernschmelzunfall mit offenem Sicherheitsbehälter wäre die Folge. Die ebenfalls ab 1973 von der Bundeswehr eingesetzte Phantom II hatte bereits ein Leergewicht von 13 Tonnen.

## Zwischenlager
Das Brennelemente-Zwischenlager Unterweser ist nach fast dreijähriger Baudauer am 18. Juni 2007 am Kernkraftwerk Unterweser als bundesweit letztes Standort-Zwischenlager in Betrieb genommen worden. Das Zwischenlager ist für maximal 80 Behälterstellplätze ausgelegt. Die Genehmigung wurde auf 40 Jahre befristet, beginnend mit der ersten Einlagerung.
Zusätzlich befinden sich am Standort des Kernkraftwerks das Abfall-Zwischenlager Unterweser 1 und das Abfall-Zwischenlager Unterweser 2, in denen schwach- und mittelradioaktive Abfälle gelagert werden.

## Störfälle und technische Probleme
Anlässlich eines Turbinentests während des Betriebs kam es 1998 zu einer Turbinenabschaltung, was den Dampfstrom zur Turbine unterband. Da die Umleitstation nicht verfügbar war, musste der nicht radioaktive Sekundärdampf über Überdruckventile in die Umgebung abgeblasen werden. Dabei wurde festgestellt, dass sich eines der vier Ventile nicht geöffnet hatte. Grund war, dass die zugehörige Steuerleitung im Vorfeld fälschlicherweise durch eine Handarmatur abgesperrt oder nicht mehr geöffnet worden war. Wegen des menschlichen Versagens wurde der Störfall mit INES 2 eingestuft.
Am 22. Juli 2007 wurde festgestellt, dass eine Armatur in einem der vier Stränge des Not- und Nachkühlsystems nicht korrekt eingestellt war. Ursache war eine fehlerhafte Justierung der elektronischen Stellungsanzeige an der Armatur während der Revision im Jahr 2006. Dies wurde bis zur Überprüfung 2007 nicht bemerkt. Im Falle eines Störfalls hätte der Strang nicht die geforderte Kühlleistung erbringen können.

## Radioaktivität
Betriebsbedingt leiten Kernkraftwerke über Abluft und Abwasser geringe Mengen radioaktiver Stoffe ab (Emission). Das Atomgesetz verpflichtet die Aufsichtsbehörden unter anderem dazu, den Betrieb hinsichtlich der zugelassenen Grenzwerte zu überwachen. Eine entsprechende Übersicht auch für das KKU findet sich auf den Seiten des niedersächsischen Ministeriums für Umwelt und Klimaschutz.
Die für das Jahr 2004 gemessene, mit der Luft abgegebene Radioaktivität beträgt für die Gesamtheit der Radionuklide 3,8 TBq/a und mit dem Wasser 14 TBq/a (die Menge des abgegebenen radioaktiven Stoffes wird dabei durch seine Aktivität angegeben).
Die daraus berechnete Strahlenexposition durch die Ableitung der radioaktiven Elemente mit der Luft betrug im ungünstigsten Fall für einen erwachsenen Menschen 0,2 µSv, für Kleinkinder 0,3 µSv (ebenso die Schilddrüsendosis). Durch das Abwasser wurden sowohl Erwachsene als auch Kleinkinder im Jahr 2004 maximal mit einer Äquivalentdosis von 0,1 µSv belastet. Zum Vergleich: Die durchschnittliche natürliche Strahlenexposition im Bundesgebiet betrug 2004 etwa 2100 µSv.

## Protestaktionen
Am 22. Juni 2009 wurde das KKW Unterweser gegen 3 Uhr morgens von etwa 50 Greenpeace-Aktivisten besetzt. Die Demonstranten malten auf der großen Kuppel des Kraftwerks ein stilisiertes Atomsymbol mit einem Totenkopf. Durch diese Aktion wollte Greenpeace auf die ihrer Ansicht nach kritische Sicherheitslage von Kernkraftwerken hinweisen. Laut eigenen Angaben hat der Betreiber E.ON das Eindringen der Aktivisten auf dem Gelände bemerkt; da man die Eindringlinge eindeutig als Umweltaktivisten identifiziert habe, habe E.ON auf eine Räumung der Kuppel verzichtet und nur ihr Vordringen in sicherheitstechnisch relevante Bereiche verhindert.
Am Ostermontag 2011 (25. April) gab es eine Demonstration am Kraftwerk gegen Atomkraft und für ein Nicht-Wiedereinschalten des KKW Unterweser, das wegen des Atom-Moratoriums für drei Monate abgeschaltet war.
Am 21. Mai 2011 startete Campact vor dem KKW Unterweser tausende Luftballons aus einem 25 Meter breiten Radioaktivitätszeichen. Die Ballons symbolisieren eine radioaktive Wolke. Die Verbreitung der Ballons demonstriert, wie sich Radioaktivität bei einem GAU unaufhaltsam ausbreiten würde. An jedem der Ballons klebt eine Karte; sie fordert den Finder des Ballons auf, den Fundort in einer Internet-Karte zu vermerken.

## Daten des Reaktorblocks
Das Kernkraftwerk Unterweser besteht aus einem Kraftwerksblock:
| Reaktorblock     | Reaktortyp         | Netto- leistung | Brutto- leistung | Baubeginn    | Netzsyn- chronisation | Kommer- zieller Betrieb | Abschal- tung |
| ---------------- | ------------------ | --------------- | ---------------- | ------------ | --------------------- | ----------------------- | ------------- |
| Unterweser (KKU) | Druckwasserreaktor | 1345 MW         | 1410 MW          | 1. Juli 1972 | 29. Sep. 1978         | 6. Sep. 1979            | 18. März 2011 |

## Rückbau
Die Stilllegungs- und Rückbaugenehmigung des Kernkraftwerks Unterweser ist beantragt worden. Am 16. September 2017 fand dazu eine Informationsveranstaltung statt. Am 5. Februar 2018 erteilte das Ministerium für Umwelt, Energie, Bauen und Klimaschutz in Niedersachsen die Genehmigung zur Stilllegung und zum Rückbau. Am 21. Februar 2019 wurden die letzten Brennelemente aus dem Reaktor entfernt.
Mitte Mai 2025 begann der Ausbau der Dampferzeuger. Diese sollen mittels Schiff im Juli 2025 zum Einschmelzen nach Schweden zu Cyclife gebracht werden.